# 瀬名涼子
瀬名 涼子（せな りょうこ、1977年3月22日 - ）は、日本の元AV女優。

## 経歴
1990年、子役として『超獣戦隊ライブマン』、NHK大河ドラマ『翔ぶが如く』、テレビ朝日系列『ル・マンへ熱き涙を』等に出演（「星川龍美」名義）。
1994年に『熱烈投稿』4月号で「星川たつみ」としてグラビアデビュー。同年末に「星野いづみ（いずみ）」と改名し、1995年の『Cream』2月号に登場すると大きな反響を呼び、同誌で10月号までに4回にわたりグラビアが掲載されるなど、お菓子系アイドルとしてトップクラスの人気を獲得。同年の『Dr.ピカソ』9月22日号などでは「町田早紀」、『Beppin-School』11月号では「桜木瑠璃子」の名前でヘアヌードを披露した。
その後は「星川たつみ」や「松本リカ」等の名前でイベントモデルなどとして活動するかたわら、歌手(星川龍美)として1999年にソニー・ミュージックエンタテインメントからPlayStation向けに発売された恋愛シミュレーションゲーム『めぐり愛して』のエンディング曲『そばにいて』（ミルフィサージュ）が発売された。
2001年に“準ミス京都”との触れ込みで露出・調教系のAVに出演し一部で話題を呼んだ。2004年には「瀬名涼子」として本格的にAV女優としての活動を始め、人妻や熟女系の企画モノ作品を中心に出演。
2006年5月、公式ブログ（引退後に閉鎖）にて5月末での引退を発表。

## 出演作品

### アダルトビデオ
2001年
- でんくる VOL.8 （5月、LANCE）

2003年
- 露出陽炎（11月24日、NATURAL）
- 準ミス京都を強制露出！服が欲しけりゃ町内一周!（12月、US）
- 真露出陽炎（特典NATURAL）

2004年
- 準ミス京都! 受賞後から潮吹きまくり!（3月18日、Princess）
- レズ奴隷3 女教師の目醒め（4月15日、Princess）共演:滝沢美鈴、鈴本あみ
- おんなのこのおなにー 5（5月3日、ディープス）他出演:三上翔子、鈴木あみ、長谷川めい、中島佐奈、相楽はるみ、相田美和、市川加奈、相沢みるく、華沢レモン、滝沢美鈴、水谷るい、青山風鈴、今野由愛、沢口まどか
- 凌辱銭湯（6月4日、Princess）
- 企画【癒し】表&【嬲り】裏　オナニーのお手伝いしてあげる（6月4日、SENZ）共演:宝生いずみ
- 女子アナ凌辱中継! 4（6月17日、SODクリエイト）共演:藍山みなみ、浅見怜、奥菜つばさ
- カップルズ TOKAI 名古屋・浜松・磐田編（6月23日、h.m.p）他出演:西本ゆかり、大杉若菜、椿みわ
- Dance Dance Onanie Vol.02（7月10日、AVS）他出演:青木沙羅、麻生留奈、後藤えりか、藤本梨華、神谷陽子
- 巨乳でんきくらげ 2 ボインチャージ感電系（7月17日、LEO）他出演：YUMI、沢田なつき、みずなあんり
- 放痴プレイ（8月6日、COBRA）共演:星野綾香
- 実録! 金曜日の人妻たち（8月20日、LEO）他出演:一城まりな、坂下れい、吉川ゆみ
- 手コキMen'sヘアサロン（9月23日、SENZ）共演:森本みう、須藤のん、長谷川成美、酒井直美
- 美人教師暴行現場 20（10月16日、MANIAC）他出演:上戸恵、梅木杏奈、星川かんな、森下さやか、りりか
- エッチなお姉さんに誘われて 15（10月16日、Fan）他出演:風間ゆず、鶴瀬愛美、滝沢レイナ、星川かんな、くらら
- イイ女狩り 4（11月19日、うまなみ。）他出演:三咲まお、Aoi.、藤森かおり、矢崎茜、可憐百合、畑野まゆみ
- もしもこんな痴女がいたら…。 3（11月26日、うまなみ。）他出演:三上翔子、今野由愛、川久保アンナ、沖那つばさ、矢崎茜、北山静香
- M-1グランプリ（12月3日、COBRA）共演:Aoi.、浅見怜、桜田さくら、立花里子、三上翔子、常夏みかん、森咲小雪
- 良夫ちゃんの感交旅行（12月13日、グローリークエスト）

2005年
- 裏M-1グランプリ（1月8日、COBRA）共演:Aoi.、浅見怜、桜田さくら、立花里子、三上翔子、常夏みかん、森咲小雪
- すけべぇ義父の嫁いぢり 12（1月14日、東京音光）
- ボディコン熟女レズ（1月14日、charm）共演:早見ゆかり、岡田裕美
- 猟色の家　嫁の哀しみ（2月18日、無敵の軍二）
- 陵辱貴婦人 〜夫の前で犯されて〜（3月4日、HIBINO）
- 発情OL オフィスで… 13（3月19日、HERMES）他出演:上原まろん、桜ふじ子、柏木ありさ、真中ゆり、井川優
- 湖月亭旅館の欲情三姉妹（3月25日、軍二）共演:風野チカ、浅倉みお
- 人妻暴行 隙だらけの人妻3時間（3月25日、ビッグモーカル）他出演:朝香美穂、酒井ちなみ、望月かな、松岡紗幸、松井かすみ、岸川ひろみ、森ゆうき
- 28歳 女ざかり 2（4月2日、Fan）他出演:夢咲こよい、和泉真帆、矢吹まい、Aoi.、福山加奈
- 人妻♪かずみさん（4月8日、ビッグモーカル）共演:酒井るんな、日向ゆみ
- オジコンギャル達は何故オヤジを愛するようになったのか?（4月20日、ホットエンターテイメント）他出演:小倉あん、今野由愛、高橋あすか
- 素人生汁娘11 生粋の素人変態女S（4月10日、プレステージ）匿名出演
- 野外コスプレ最高世紀 2（4月20日、梶）他出演:紅音ほたる、雪見ほのか、坂口奈津
- お義母さんが教えてあげる 愛の手ほどき3時間（4月22日、ビッグモーカル）他出演:朝香美穂、酒井ちなみ、望月かな、叶麗子、坪井千夏、松島あきら、広田ここ
- 白衣の女校医（6月11日、HERMES）他出演:風間ゆみ、梶原まゆ、伊藤楓、秋川りお、遠野あい、池永友希美
- 憧れの女性 僕の叔母さん（6月17日、ROSE）
- 筆下ろし最高峰 3（6月20日、梶）他出演:小泉亜子、MISAKI、永瀬かな、平瀬ゆき
- ONE+GAL 2（6月30日、冒険ゴリラ）他出演:名取亜美、成瀬美由
- 寸止め 10 生ごろしはヤメて（7月16日、HERMES）他出演:憂木瞳、梶原まゆ、甘衣ここあ、松坂樹梨、青山遥
- 年下の男の子 義母のぬくもり（7月16日、長崎みなみ）
- 色っぽい奥さんやなぁ〜 8 涼しいまなざし、熱い唇、燃える蕾 ええ女やなぁ〜!（7月25日、BIGWAVE）
- メガネっ娘にぶっかける!!（7月29日、cherry）他出演:堤なお、西山遥、桜井りさ
- 川崎軍二シリーズ 色情 肌じゅばん（7月29日、無敵の軍二）共演:小澤志乃、山口真理
- チンポを見たがる女たち 18 美人妻編（8月1日、Joker）共演:立花瞳、島谷りか 他
- 中出し近親相姦（8月19日、GLAY'z）他出演:西条麗、鮎川るい、望月加奈
- OLを犯したい すました顔して…ほら、アソコからヨダレが!（8月21日、アテナ）共演:朝比奈ひよこ、明日香、坂下愛
- スチュワーデスの生SEX Vol.2 「憧れの唇にしゃぶられて!」（8月24日、コロナスペシャル）共演:進藤理沙
- 淫乱家族全員集合（8月25日、サイド・ビー）共演:ビクトリア、倉沢ななみ
- 義姉の濡れた性戯（9月7日、軍二隊）共演:中山りお
- 私は痴女 人妻編 奥さん!もう我慢できへん（10月15日、MANIAC）他出演:一ノ瀬マリア、中山りお、浅倉もも、日向ゆみ、豪ともえ
- 若妻誘惑痴漢バス（10月21日、Dynamo）共演:野原もも
- 弔いの家（10月28日、無敵の軍二）共演:渋谷あかね
- [ボーイッシュ] （11月5日、golden Candy）他出演:白鳥あきら、華純
- こともあろうに叔父ちゃんの指が私の中へ… 4（11月11日、東京音光）
- ミセスシンデレラ No.03 瀬名涼子（11月15日、MADONNA）共演:大友園子
- 紳士強盗（11月25日、グラフィティジャパン）共演:桐島秋子
- チンポを見たがる女たち 20 特別編 みやすのんき学園スペシャル（12月1日、MOODYZ）共演:森野雫、早乙女みなき、宮地奈々、日高ゆりあ　他
- 瀬●涼子の（裏）モザイク無しビデオ（12月7日、エイチ・エス映像）
- 妻味喰 The つまみぐい 8 他人の妻は…（12月17日、HERMES）他出演:白河あんな、片平恭子、葉山美鈴、黒木エミリ
- 人妻解放区 美人妻全身舐め尽くし #030 瀬名涼子28才（12月10日、解放区）

2006年
- 近親相姦シリーズ 継母 伍（1月10日、ドリームステージ）共演:町田智子
- 巨根にすがる人妻エロス 3（1月22日、ぴあす）共演:松下ゆうか
- 禁断の○○な関係 Vol.1 妻の妹と…上司の奥さんと…編（2月16日、V&Rプロダクツ）共演:亜佐倉みんと、本木麗香
- 萌えあがる募集若妻 40 りょうこさん（2月17日、夜伽屋）
- セレブ妻の異常性欲…（2月23日、密会）
- 素人ガールズ乳モミ面接（2月24日、Dynamo）他出演:相葉空、八神小夜、菜月レオン、沙月芽衣、朝丘まりん
- 若妻パンスト中出し 6 りょうこさん30才（2月27日、卑龍）
- 浮気録画 公開不倫ナマ素材 瀬名涼子（28）[Mrs. Sexual Venus] E.86 （3月10日、Material）
- 街中で特殊トラック内SEXしてたらイキナリウイング全開!! ビビりまくり慌てまくりアセりまくる女優達を見よ!（4月6日、甲斐正明事務所）共演:木暮杏奈、愛内みさき
- Otis Hearts　格付けされる女たち　Vol.01（4月6日、OTIS （オーティス））共演者多数
- 集団女教師痴女遊戯（4月13日、マルクス兄弟）共演:安田ゆり、椎名すみれ、井川ゆき
- 若妻の味（4月19日、桃太郎映像出版）
- 若妻イラマチオ 人妻風俗脅迫イラマ（4月20日、CROWs）
- 人妻争奪Wデート 3（5月2日、グローリークエスト）
- 縄情話 涼子のヨゴレタ下着（5月12日、Smiley）
- 猟色の家 嫁の哀しみ（5月24日、無敵の軍二）共演:本庄加奈子、夜桜すもも
- 悪女の淫汁（5月25日、マドンナ）
- 日本婦人の悲劇（5月25日、FAプロ）共演:早乙女みなき、望月加奈、なつみ、大沢萌、美里流李、佐々木巴
- 熟乱交 5（6月9日、グラブ）共演:及川麗衣香、日吉ルミコ
- レズのいけにえ愛妻献上（6月9日、グラブ）共演:及川麗衣香
- 女性版「手コキクリニック」 レディースクリニック －性の悩み 女性専門不感症編－（6月22日、SODクリエイト）共演:西野由香、かわいかのん、西村かおり、不感症に悩む女性患者6名
- こだわり愛撫としつこいハメマンコ（6月25日、しのだプロジェクト）
- プチ拘束・美熟女悶絶エクスタシー（6月25日、エムズファクトリー）
- 寝台列車の個室で夜通しお姉さんたちの慰みものになった僕（6月25日、アロマ企画）共演:小泉風花、相葉空
- 団地妻（7月18日、坂本太）共演:夏目ミュウ
- 手コキクリニックスペシャル（7月20日、SODクリエイト）共演:大石蒔絵、沢井真帆、早瀬京香、一ノ瀬瑠璃香、野村由愛
- 集団手コキ中毒（8月13日、MOODYZ）共演:城崎めぐ、大塚ひな、雪見ほのか、中島あいり
- Angel Kiss ビアンたちの愛情物語 2（8月17日、長崎みなみ）共演:桜井かりん、ミュウ
- ママはスケベな生保レディ（8月20日、熟女）
- 会員制人妻高級ソープ スリーローテーション専門店（9月8日、GLAY'z）他出演:姫野愛、風真みれい
- 他人の女房を酔わせてどうするつもり（9月25日、人妻）他出演:倖田李梨、椎名紅緒
- 尻穴ベロ舐め館（11月16日 十色）他出演:清原りょう、華美月、陽多まり
- 世界で一番卑猥な接吻（11月25日、ながえSTYLE）共演:白瀬あいみ
- 瀬名涼子大全集（11月27日、フェアエスト）※ベスト版
- プチ拘束 美熟女悶絶エクスタシー（12月15日、激弾カーニバル）他出演:千葉こずえ、高宮沙織

2007年
- 若嫁大集合 すけべぇ義父にいぢられ放題（2月9日、東京音光）他出演:ビクトリア、須崎由奈、赤松由梨、中野千夏、麻野まりな
- 団地妻 瀬名涼子（7月18日 グラフィティジャパン）共演:ミュウ
- 眠らせてレイプ大全集 ナマナマしいエロチックな全裸女体（7月25日、FAプロ）他出演:山下真耶、小池絵美子、なつみ、藤咲うらら
- 強姦 誘拐－輪された社長婦人〔ママ〕 肉欲の戦地／犯された日本婦人傑作集（10月25日、FAプロ）他出演:小池絵美子、高島湊、早乙女みなき、望月加奈、大沢萌、美里流李、佐々木巴

2008年
- 女はそれを我慢できない 冬の夜に狂う性行為48手（2月13日、FAプロ）他出演:RIRICO、なつみ、河中綾乃
- 僕のワーキングママはチ○ポ中毒 （2月20日、ネクストイレブン）他出演:翔田千里
- 夫婦交換 妻がやっている部屋/夫がやっている部屋 （2月25日、FAプロ）他出演:白鳥るり、小池絵美子、中山水穂
- 女子社員の淫らな勤務時間（2月25日、FAプロ）他出演:小池絵美子、仲居あゆみ、河中彩乃、大越はるか
- 準婦女暴行罪 眠らせてレイプ（3月25日、FAプロ）他出演:早乙女みなき、なつみ、仲居あゆみ
- 人生いろいろ 妻の色狂い／夫の女狂い／妹の男狂い（4月13日、FAプロ）他出演:結衣、島田香奈、加賀雅
- やりたい夜 妻・母・嫁の悶 （4月13日、FAプロ）他出演:美里流李、桐島秋子、小池絵美子
- 心に残る名作集 どうせこの世は男と女（4月25日、FAプロ）他出演:RIRICO、大越はるか、橘優子、矢吹涼子

　他多数出演

## ドラマ
- 『超獣戦隊ライブマン』(1988年、テレビ朝日系列) 第24話
- 『翔ぶが如く』（1990年、NHK大河ドラマ）- 第11回「茶店の少女」役
- 『ル・マンへ熱き涙を』 (1992年、テレビ朝日系列)